# 切手カタログ

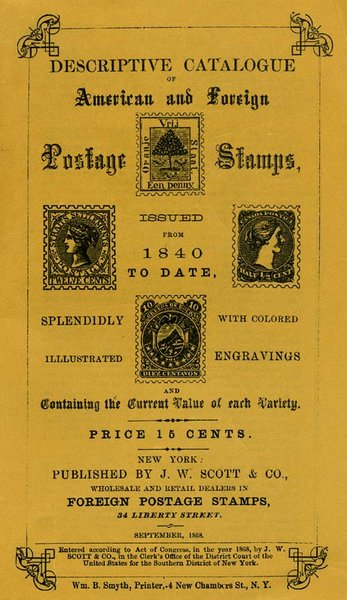
スコットカタログの初版（1868年）。

切手カタログ（きって-）とは、郵便切手を種類・発行年度順など一定の規則に沿って整理・記述したカタログである。切手収集においては欠くことの出来ない基本的なアイテムである。

## 概要
郵便切手の分類の方法によって、カタログの種類も存在する。分類しない場合には、全世界で発行されたすべての切手を扱うこととなり、切手収集が盛んないくつかの国において発行されている。基本的なカタログとしては発行国・地域別のカタログのほか、取り扱う絵柄・題材によって分けられたテーマ別のカタログも作られている。
カタログには、発行日、発行部数、印刷方法、絵柄の説明、額面、価値の目安（評価額）といった基本的な情報のほか、一見同じ切手であっても複数の種類がある場合には、用紙、目打、すかし、発行時期による印刷上の差異や銘版の違いなどが書かれているものもあり、収集の違いによって適切なカタログを用いることが必要となる。

## 各国の切手カタログ

### 全世界
確認されているカタログのなかで初の出版物は、1861年9月17日にストラスブールに住んでいたフランス人切手収集家・出版者Oscar Berger-Levraultが制作して親しい収集家に贈ったカタログである。
- スコットカタログ：アメリカ合衆国のカタログ（1868年 - ）
- ギボンズカタログ（英語版）：イギリスのカタログ
- イベールカタログ（英語版）：フランスのカタログ
- ミッヘルカタログ（英語版）：ドイツのカタログ

### アメリカ合衆国
- JPS外国切手カタログ　アメリカ切手 - 2010年版をもって休止[3]。

### 日本
- さくら日本切手カタログ - 刊行：日本郵趣出版、編集発行：日本郵趣協会
- 日本切手カタログ - 編：日本郵便切手商協同組合[4]。
  - 旧称『日本郵便切手型録』。1949年〜1953年に関西郵便切手商組合が、1951年からは東京郵便切手商組合が発行していた。1957年（昭和32年）発行の1958年版から全日本郵便切手商組合（現：日本郵便切手商協同組合）の発行になる。1969年（昭和44年）10月発行の1970年版からA5判のオールカラーになる[5]。
- 日本切手専門カタログ（日専） - 刊行：日本郵趣出版

#### 歴史
日本初の日本切手カタログは、1895年（明治28年）に東京の交通商会が発行した『日本郵便切手類目録』とされる。当時は日本人の切手収集家はほとんどおらず、外国人収集家を想定したためか解説は日本語と英語の併記であった。
日露戦争の頃から、当時の絵葉書ブームから派生し日本人の間でも切手収集が趣味として広まり、初の日本人向け切手カタログとして東京の和田商店が発行した『大日本郵券録』が発行された（初版不明、新版1907年（明治40年））。
1916年（大正5年）、日本最初の郵趣団体「郵楽会」が雑誌『郵楽』2巻9号（特別号）として発行した『大日本郵便切手類鑑』（通称『類鑑』）は、初めて未使用と使用済の評価額を記載し、日本で最初の本格的な切手カタログとされている。同カタログは1931年（昭和6年）の改訂増補第5版（通算第6版）まで発行された。
これら初期の切手カタログはすべて縦書きだったが、1930年（昭和5年）10月、日本郵券商組合が発行した『大日本郵便切手標準型録』にて、初めて横書きが採用され、また普通切手と記念切手に大別する分類法を初めて採用した。
1941年（昭和16年）、雑誌『切手趣味』創刊10周年を記念して、切手趣味社から『日本郵便切手名鑑』が発行。1950年（昭和25年）には『日本郵便切手明鑑』として再販され、1967年（昭和42年）の第6版まで刊行された。
第二次世界大戦後に発行された1946年（昭和21年）12月に田中商会から発行された水原明窗編集による英文カタログ『Standard Catalogue of Japanese Stamps』や1948年に大阪の国際切手蒐集クラブから発行された『日本郵便切手総覧』で、普通切手をシリーズごとに、記念・特殊切手はセットごとにまとめる分類法が採用された。
日本郵趣協会からは、水原明窗編集による『日本郵便切手標準型録』を1950年末刊行の1951年版から1953年末刊行の1954年版まで、『コレクターズカタログ 日本切手篇』を1954年末に刊行。現在の『日本切手専門カタログ』『さくら日本切手カタログ』へと発展していく。